# Language
Language, vanligtvis skrivet L=A=N=G=U=A=G=E, var en avantgardistisk poesitidskrift som gavs ut i tretton nummer mellan åren 1978 och 1981. Tidskriftens två redaktörer var Charles Bernstein och Bruce Andrews. Language har kommit att bli mycket inflytelserik och betraktas som något av en startpunkt för många av de författare som senare kommit att kallas för språkmaterialister eller language poets, uppkallade efter tidskriften. Redan tidskriftens namn, som översatt betyder "språk", är ett uttryck för den konkreta eller språkmaterialistiska idé som tidskriften drev. I och med de typografiska valet att ha likamedtecknet (=) emellan bokstäverna så kan namnet tydas som något av en matematisk uppställning där bokstaven L är lika med bokstaven A som är lika med bokstaven N etc, vilket i sin tur skulle förvanska, eller till och med omöjliggöra det skrivna språket, så som vi känner det. 